# Kattendiep (Ketelmeer)
Het Kattendiep is een van de twee uitmondingen van de Nederlandse rivier de IJssel in het Ketelmeer. Het Kattendiep is de noordelijke rechter zijarm. De zuidelijke linker zijarm is het Keteldiep. Het Kattendiep is 700 meter lang.
Het Kattendiep werd gegraven in 1940 door de Dienst Zuiderzeewerken. Deze extra uitmonding van de IJssel was noodzakelijk geworden na de afsluiting van het Ganzendiep met de Ganzensluis. Zonder het Kattendiep zou te veel water door het Keteldiep moeten gaan. Met de vrijkomende grond uit het Kattendiep werd het Rechterdiep bij Kampen gedempt. Door het graven van het Kattendiep ontstond tussen het Kattendiep en het Keteldiep het Keteleiland. Het Kattendiep ligt in het Nationaal Landschap IJsseldelta, en ook in het Natura 2000-gebied Ketelmeer & Vossemeer.
Het vaarwater wordt gebruikt door pleziervaart en schepen met CEMT-klasse 0. De vaarwegdiepte is meerpeil –2 m tot –6 meter.

## Visrecht
Omdat het Kattendiep een nieuw gegraven uitmonding is van de IJssel waarvoor de gemeente Kampen de grond verkocht aan de Staat, valt het visrecht van het Kattendiep niet onder het Heerlijk visrecht van de gemeente. De Staat is visrechthebbende. In 1940 vroeg de gemeente aan de Staat het visrecht van het Kattendiep te mogen huren. De Kamper beroepsvissers hadden graag het Kattendiep erbij nu zij het Rechterdiep waren kwijtgeraakt en het Kattendiep vormde één geheel met de overige viswateren van de gemeente Kampen. Voor het tegengaan van stroperij was het wenselijk dat al het viswater aan één lichaam toebehehoorde. De Staat was tot verhuur bereid maar de gemeente vond de gevraagde huurrijs van 40 gulden te hoog. De afsluiting en inpolderingen in de Zuiderzee hadden aan het visrecht van de gemeente al grote schade toegebracht, aldus de gemeente. De Staat ging uiteindelijk akkoord met een prijs van 10 gulden per jaar per 1 februari 1941. De gemeente Kampen huurt het visrecht nog steeds.